# Pekka Nuorteva
Pekka Olavi Nuorteva, född 24 november 1926 i Helsingfors, död där 15 april 2022, var en finländsk entomolog. Han var son till författaren Väinö Nuorteva och far till arkivarien Jussi Nuorteva.
Nuorteva avlade filosofie doktorsexamen 1955. Han var 1958–1970 föreståndare vid Helsingfors universitets zoologiska museum och 1971–1973 tf. kustos. Därefter var han 1975–1977 e.o. professor i miljövård vid Helsingfors universitet och 1977–1993 professor i ämnet.
Nuorteva har publicerat ett stort antal vetenskapliga undersökningar samt läro- och debattböcker. Han var en förkämpe inom finländsk miljövård.

## Utmärkelser
- Riddartecknet av I klass av Finlands Lejons orden,  1971[4]
- Riddartecknet av I klass av Finlands Vita Ros’ orden,  1990[4]

[Redigera Wikidata]

### Uppslagsverk
- ”Nuorteva, Pekka”. Biografiskt lexikon för Finland. Helsingfors: Svenska litteratursällskapet i Finland. 2008–2011. URN:NBN:fi:sls-5329-1416928957935
- Nuorteva, Pekka i Uppslagsverket Finland (webbupplaga, 2012). CC-BY-SA 4.0